# Musikhögskolan vid Örebro universitet
Musikhögskolan vid Örebro universitet är en av Sveriges sju musikhögskolor.
Musikhögskolan ligger sedan 2004 på Örebro universitets campusområde i sydöstra Örebro. Vid musikhögskolan utbildas musiklärare och teaterpedagoger. Vid det konstnärliga kandidatprogrammet i musikalisk gestaltning finns inriktning mot kammarmusik, jazz- och popmusik, komposition samt musikproduktion och songwriting.
Musikhögskolan ger forskarutbildning i musikvetenskap. Forskningen behandlar frågor om musik som kulturellt och socialt fenomen, musikens betydelse för människor samt musikens funktion inom och utanför utbildningsinstitutionerna. I enlighet med ämnets forskningsprofil studeras musikaliska erfarenheter, musikaliskt skapande, musikvanor, lärande och musikutbildning. Karaktäristiskt för vår forskning är hur kultur och samhälle påverkar förutsättningar och villkor för relationen mellan musik och människa.
Forskningen bedrivs inom två närliggande teman med sammanhållen organisation och verksamhet: ACCLAIM (Aesthetics, Culture and Media) och MOVE (Musical Expression and Experience). Inom ACCLAIM fokuserar studierna hur kultur och samhälle; normer och värderingar påverkar musikaliska praktiker, identifikationsprocesser, musikaliskt lärande och musikutbildning. I MOVE står individers musikaliska erfarenheter och konstnärliga skapande i fokus.
Ämnet samverkar med flera andra ämnen vid Örebro universitet och deltar i forskarskolan Utbildningsvetenskap med didaktisk inriktning.